# Paracolls
Paracolls és una masia de Malla (Osona) inclosa a l'Inventari del Patrimoni Arquitectònic de Catalunya.

## Descripció
Edifici civil. Masia de planta rectangular coberta a dues vessants i amb el carener paral·lel a la façana, orientada a ponent. El portal és d'arc rebaixat. A la part esquerra s'hi annexiona un cos formant angle recte amb la masia, on devia haver-hi l'antiga galeria, avui convertida en un espai tancat annex a la casa. En aquest part hi ha un portal que tanca la lliça. A llevant hi ha un altre portal, dovellat, que fou segurament l'antiga entrada de la casa. Annexionat a la part dreta hi ha un cos de nova construcció. L'estat de conservació és força bo per bé que hi ha hagut diverses reformes que han variat l'antiga estructura.

## Història
Antiga masia registrada al fogatge de 1553 de la parròquia i terme de Sant Vicenç de Malla, on figura el nom de JAUME TONA com a habitant del mas Paracolls.
Malgrat l'antiguitat de la casa no hi ha cap data constructiva anterior al segle xix. És fàcil que en fer-se les darreres reformes a la casa quedessin tapades.
Cal remarcar que els habitants del mas encara es cognominen Paracolls.